# Natura 2000-område nr. 155 Udby Vig
Natura 2000-område nr. 155 Udby Vig  er et Natura 2000-område der består af habitatområde  H136  og  har et areal på  384 hektar.  Cirka 37 % (142 ha) af området er ejet af Staten.   Natura 2000-området ligger   i Vandområdedistrikt II Sjælland  i vandplanomåde 2.2 Isefjord og Roskilde Fjord  i Holbæk Kommune.

## Områdebeskrivelse
Udby Vig ligger på Tuse Næs ud til vestsiden af Isefjorden 5 - 8 km nord for Holbæk.
Den del af området, som ligger uden for skovene (Hønsehals- og Bognæs Skov) præges af lavtliggende engarealer, som nærmest vigen har en svag saltpåvirkning og derfor kan karakteriseres som strandeng. Mod nord kan "engene" bedst karakteriseres som rigkær, mens de mod syd i højere grad har karakter af tidvis våd eng. Ind imellem findes lavbundsarealer af ringere kvalitet. De højere liggende landarealer langs vigen er næsten alle dyrkede eller skovbevoksede.
Områdets største botaniske værdier er knyttet til rigkærene, som er bemærkelsesværdige i kraft af deres størrelse og ikke mindst deres mangfoldighed af sjældne og halvsjældne plantearter, f.eks  de to rødlistede og fredede orkideer langakset trådspore og hvidgul gøgeurt (en underart af kødfarvet gøgeurt).

## Fredninger
Et område på 111 ha omkring Udby Vig blev  fredet i 1998 på grund af arealernes store biologiske værdier der truedes at tilgroning og gødskning.